# Villa venusta
Villa venusta är en tvåvingeart som först beskrevs av Johann Wilhelm Meigen 1820.  Villa venusta ingår i släktet Villa och familjen svävflugor. Inga underarter finns listade i Catalogue of Life.